# Andrzej Gawryszewski
Andrzej Gawryszewski (ur. 13 maja 1939) – polski geograf, profesor Polskiej Akademii Nauk, autor prac z dziedziny geografii ludności, kartograf. Studia na Wydziale Biologii i Nauk o Ziemi Uniwersytetu Warszawskiego 1958–1963 (kierunek kartografia). Od 1967 do 2009 pracownik Instytutu Geografii i Przestrzennego Zagospodarowania Polskiej Akademii Nauk (1974 – doktorat, 1989 – habilitacja, 1996 – tytuł profesora). Stypendysta Clark University (1977/1978). Kierownik Pracowni Kartografii i Systemów Informacji Geograficznej (1994–2009), zastępca Dyrektora Instytutu (1999–2006).

## Życiorys
Andrzej Gawryszewski, urodził się 13 maja 1939 r. w Pruszkowie. Szkołę podstawową im. Stanisława Żółkiewskiego w Pruszkowie ukończył w 1952 r. Naukę kontynuował w Technikum Łączności nr 1 (kierunek radiokomunikacja) w Warszawie. W 1958 roku podjął studia na Wydziale Biologii i Nauk o Ziemi (kierunek geografia) Uniwersytetu Warszawskiego. Ukończył je w 1963 roku na specjalizacji kartografia. Pracę magisterską pt. „Mapa postępu komunikacji kolejowej i autobusowej w Polsce w okresie 1952–1962” wykonał pod kierunkiem prof. Stanisława Pietkiewicza. W skróconej wersji praca została opublikowana w Przeglądzie Geograficznym.
Od września 1963 roku do końca 1965 roku pracował w Państwowym Przedsiębiorstwie Geodezyjnym w Warszawie jako starszy asystent geodety. Jednocześnie, na zasadzie zleceń, współpracował z Zakładem Geografii Osadnictwa i Ludności Instytutu Geografii Polskiej Akademii Nauk, przede wszystkim z prof. dr. hab. Leszkiem A. Kosińskim. Od lutego do końca września 1966 roku pracował w Zarządzie Głównym PTTK jako starszy instruktor. Od 1 października 1966 roku został zatrudniony w Instytucie Geografii PAN w Pracowni Geografii Ludności, jako asystent techniczny. Początkowo zajmował się kartowaniem rozmieszczenia ludności Polski i mapami narodowościowymi. Efekty tych prac zostały opublikowane w postaci mapy i artykułu (współautorstwo z prof. Kosińskim) w Przeglądzie Geograficznym oraz bibliografii map narodowościowych. W 1968 roku, po wyjeździe prof. Leszka A. Kosińskiego do pracy w USA, podjął pod kierunkiem prof. dr. Kazimierza Dziewońskiego studia nad mechanizmami migracji ludności.
W dniu 24 listopada 1973 roku Rada Naukowa Instytutu nadała mu stopień doktora nauk geograficznych na podstawie rozprawy pt. „Geograficzne aspekty zróżnicowania między napływami migracyjnymi i przyjazdami do pracy”. Promotorem pracy był prof. dr Kazimierz Dziewoński (1910–1994), a recenzentami profesorowie Zbyszko Chojnicki (1928–2015) i Andrzej Stasiak (1928–2008) oraz docent dr hab. Adam Jelonek (1931–). Po raz pierwszy w polskiej geografii ludności przetestowano empirycznie wybrane modele migracji. Praca została opublikowana w 1974 roku i otrzymała nagrodę Sekretarza Naukowego PAN.
W latach 1969–1974 redagował kwartalnik „Przegląd Zagranicznej Literatury Geograficznej”. W roku akademickim 1977/1978 przebywał na 10-miesięcznym stypendium naukowym w Clark University w Worcester (Mass., USA), gdzie współpracował z prof. dr. Geraldem J. Karaską, redaktorem naczelnym czasopisma „Economic Geography”.
W latach 1976–1980 by kierownikiem tematu badawczego „Współzależności i wpływ migracji stałych i sezonowych na kształtowanie się ruchu naturalnego ludności” w problemie węzłowym 11.5. „Optymalizacja struktur i procesów demograficznych w Polsce Ludowej” koordynowanym przez SGPiS.
W okresie 1980–1983 uczestniczył w pracach Zespołu Problemowego Diagnozy Stanu Gospodarki Przestrzennej Polski, działającego pod kierunkiem prof. dr. hab. Antoniego Kuklińskiego w ramach Komitetu Przestrzennego Zagospodarowania Kraju PAN, przygotowując współautorskie opracowanie pt. „Aktualne trendy demograficzne a rozwój i przemiany systemu osadniczego Polski”.
W latach 1983–1985 kierował tematem „Teoretyczne i metodologiczne podstawy prognozowania migracji ludności” w problemie węzłowym 11.5. „Kształtowanie procesów demograficznych a rozwój społeczno-gospodarczy Polski” koordynowanym przez prof. dr hab. Jerzego Holzera (SGPiS), a następnie brał udział w pracach programu „Mobilność przestrzenna i społeczno-zawodowa ludności” kierowanego przez prof. dr. hab. Janusza Witkowskiego (SGPiS).
W latach 1986–1987 uczestniczył w pracach zespołu, kierowanego przez prof. dr. Andrzeja Stasiaka, przygotowującego na zlecenie Prezydium PAN ekspertyzę pt. „Analiza uwarunkowań i skutków migracji ludności ze wsi do miast, ze szczególnym uwzględnieniem wpływu tych migracji na strukturę ludności”, za którą zespół otrzymał w 1987 r. nagrodę Sekretarza Naukowego PAN.
Równolegle, w ramach prac macierzystego Instytutu prowadził badania nad różnymi typami migracji i ogólnej ruchliwości ludności przedstawiając w 1989 r. pracę „Przestrzenna ruchliwość ludności Polski, 1952-1985”, jako rozprawę habilitacyjną. Recenzentami wydawniczymi pracy był doc. dr hab. Piotr Eberhardt i doc. dr hab. Janusz Witkowski z SGPiS. Ocenę dorobku naukowego i rozprawy habilitacyjnej przedstawili: prof. dr Kazimierz Dziewoński, prof. dr hab. Adam Jelonek i prof. dr hab. Teresa Czyż. Za tę pracę otrzymał w 1990 r. nagrodę Sekretarza Naukowego PAN. Praca miała unikalny charakter unikalny w geografii polskiej i stanowiła najszerszą czasowo i przestrzennie analizę wielkości i struktury zmian ruchliwości ludności w Polsce powojennej. W pracy, po raz pierwszy w polskiej geografii, została wykonana próba regionalizacji Polski na podstawie przepływów migracyjnych, przy pomocy iteracyjnej procedury proporcjonalnego dopasowania, opracowana przy współpracy z dr. Paulem B. Slaterem, autorem procedury. Recenzentami rozprawy i dorobku naukowego byli profesorowie Teresa Czyż, Adam Jelonek i Kazimierz Dziewoński.
W latach 1971–1987 byłem współorganizatorem i sekretarzem naukowym kilku polsko-radzieckich i polsko-czeskich seminariów geograficznych.
Na początku lat 1990. zajął się tematyką bezrobocia, jego zróżnicowaniami społeczno-demograficznymi i przestrzennym w skali kraju i regionu Warszawy. W efekcie opublikował dwie prace oraz utworzył i kierował zespołem wykonującym obszerną ekspertyzę przy współpracy z Wojewódzkim Urzędem Pracy w Warszawie.
W czerwcu 1993 roku zostaje redaktorem naukowym trzeciej części „Atlasu Rzeczypospolitej Polskiej” (Społeczeństwo) wydawanego przez Głównego Geodetę Kraju oraz zastępcą redaktora naczelnego atlasu. W październiku 1994 roku objął kierownictwo Pracowni Kartografii i Geograficznych Systemów Informacji w Instytucie Geografii i Przestrzennego Zagospodarowania PAN. Po raz pierwszy w Polsce wprowadził do kartografii atlasowej metody kartografii komputerowej poczynając od etapu opracowania autorskiego, poprzez prace redakcyjne, po przygotowanie arkuszy do druku. Był autorem lub współautorem 119 map i wykresów w „Atlasie RP”. W 1999 roku Minister Spraw Wewnętrznych i Administracji za opracowanie atlasu przyznał zespołowi redakcyjnemu nagrodę I stopnia w dziedzinie kartografii.
W latach 1993–1994 był członkiem Zarządu Głównego Polskiego Towarzystwa Geograficznego, współinicjatorem reaktywowania czasopisma geograficznego „Poznaj Świat” i przez kilka lat członkiem jego Rady Programowej. Od czerwca 1994 do lutego 1995 r. był członkiem Rady Programowej do Spraw Systemów Informacji Przestrzennej przy Pełnomocniku Premiera do Spraw Informatyzacji.
Rada Naukowa Instytutu Geografii i Przestrzennego Zagospodarowania PAN w dniu 25 czerwca 1996 roku wszczęła procedurę nadania doc. dr. hab. Andrzejowi Gawryszewskiemu tytułu naukowego profesora. Ocenę dorobku naukowego kandydata przedstawili: prof. dr hab. Adam Jelonek, prof. dr hab. Teresa Czyż i prof. dr hab. Władysław Pawlak. W dniu 21 listopada 1996 r. prezydent Aleksander Kwaśniewski nadał mu tytuł naukowy profesora.
W 1997 r. był współautorem trzech ekspertyz do „Raportu o stanie Warszawy” przygotowanych na zlecenie Wydziału Zagospodarowania Przestrzennego Biura Zarządu m.st. Warszawy. W latach 1999–2006 był zastępcą dyrektora Instytutu Geografii i Przestrzennego Zagospodarowania PAN do spraw ogólnych.
Na początku XXI wieku kierował opracowaniem, dla wydawnictwa Reader’s Digest Polska, 52-arkuszowej mapy samochodowej Polski w skali 1:300 000 (2001) oraz niezwykle szczegółowej 127-arkuszowej mapy samochodowej Polski w skali 1:200 000 na podstawie generalizacji map topograficznych w skali 1:50 000 (2004). Był współautorem trzech projektów nowego atlasu narodowego Polski złożonych w Głównym Urzędzie Geodezji i Kartografii. Zrecenzował 12 prac doktorskich.
W 2005 r. opublikował obszerną monografię „Ludność Polski w XX wieku”, za którą otrzymał nagrodę im. Stanisława Staszica Wydziału VII PAN. Cztery lata później, w 2009 roku, wydał monografię „Ludność Warszawy w XX wieku”, nagrodzoną dyplomem Varsaviana 2009–2010. Od końca 2009 roku przebywa na emeryturze. Otrzymał Nagrodę i medal im. Zygmunta Glogera (2011), a w 2013 roku nadano mu Złoty Krzyż Zasługi.

## Nagrody i odznaczenia
- Sekretarza Naukowego PAN (1974, 1980, 1987)
- PAN (1990)
- Ministra Spraw Wewnętrznych i Administracji za „Atlas Rzeczypospolitej Polskiej” (1999, zbiorowa)
- PAN, nagroda im. Stanisława Staszica (2006)
- Varsaviana (2009–2010)[10]
- Nagroda i medal im. Zygmunta Glogera (2011)
- Złoty Krzyż Zasługi (2013)

## Publikacje
Najważniejsze publikacje naukowe:
- Związki przestrzenne między migracjami i dojazdami do pracy oraz czynniki przemieszczeń ludności. Prace Geograficzne Instytutu Geografii PAN, 109, Ossolineum, Wrocław, 1974, 154 ss.
- Migracje ludności. [w:] Rozmieszczenie i migracje ludności a system osadniczy Polski Ludowej (pod red. K. Dziewońskiego), Prace Geograficzne IGiPZ PAN, 117, Ossolineum, Wrocław, 1977, s. 139–253.
- Przestrzenna ruchliwość ludności Polski, 1952–1985. Prace habilitacyjne IGiPZ PAN, Ossolineum, Wrocław–Warszawa, 1989, 370 ss.
- Przestrzenna struktura ludności Polski. Tendencje i perspektywy (współautor). Studia KPZK PAN, 1992, XCVIII, 148 ss.
- Atlas Rzeczypospolitej Polskiej. Cz. III. Społeczeństwo. Główny Geodeta Kraju, Instytut Geografii i Przestrzennego Zagospodarowania PAN. Warszawa, 1996–1998, format 516×696 mm (autor i współautor 118 map).
- Funkcje metropolitalne Warszawy (współautor). Zeszyty Instytutu Geografii i Przestrzennego Zagospodarowania PAN, 53, Warszawa, 1998, 144 ss.
- Mapa samochodowa Polski 1:300 000. Drogi Europy. Atlas samochodowy (współautor). Reader’s Digest, Warszawa 2001, s. 138–255.
- Mapa samochodowa Polski 1:200 000. Atlas samochodowy. Na drogach Polski. Uniwersalny przewodnik kierowcy i podróżnika (współautor). Reader’s Digest, Warszawa, 2004, s. 218–441.
- Ludność Polski w XX wieku. Instytut Geografii i Przestrzennego Zagospodarowania PAN, Monografie, 5. Warszawa, 2005, 623 ss.
- Demographic development., [w:] Natural and human environment of Poland. A geographical overview. Ed. Marek Degórski. Polish Academy of Sciences, Stanisław Leszczycki Institute of Geography and Spatial Organization, Polish Geographical Society, Warsaw, 2006, s. 125–142 (dwuszpaltowe).
- Historia geografii ludności., [w:] Historia geografii polskiej (red. nauk. A. Jackowski, S. Liszewski, A. Richling), Wydawnictwo Naukowe PWN, Warszawa, 2008, s. 176–194.
- Ludność Warszawy w XX wieku. Instytut Geografii i Przestrzennego Zagospodarowania PAN, Monografie, 10, Warszawa, 2009, 413 ss.
- Rozwój demograficzno-społeczny wielkich miast w Polsce w XX wieku., [w:] Miasto. Księga jubileuszowa w 70. rocznicę urodzin Profesora Stanisława Liszewskiego. Wydawnictwo Uniwersytetu Łódzkiego, Łódź, 2011, s. 51–64.
- Pracownia Kartografii i Systemów Informacji Geograficznej Instytutu Geografii i Przestrzennego Zagospodarowania im. S. Leszczyckiego PAN, 1953–2010. Przegląd Geograficzny, 83, 2011, 2, s. 201–214.